# Vigrestad (przystanek kolejowy)
Vigrestad – kolejowy przystanek osobowy w Vigrestad, w regionie Rogaland w Norwegii, jest oddalony od Stavanger o 49,22 km a od Oslo Sentralstasjon o 549,75 km. Leży na poziomie 32,6 m n.p.m.

## Ruch pasażerski
Należy do linii Sørlandsbanen. Jest elementem Jærbanen - kolei aglomeracyjnej w Stavanger i obsługuje lokalny ruch między Stavanger, Sandnes i Egersund. Pociągi odjeżdżają co pół godziny do Vigrestad i co godzinę do Egersund.

## Obsługa pasażerów
Wiata, parking na 40 miejsc, parking rowerowy, winda. Odprawa podróżnych odbywa się w pociągu.